# Agostinho Fernandes
Joaquim Agostinho Fernandes, igualmente conhecido como Agostinho Fernandes CvIP (Mexilhoeira Grande, 2 de Outubro de 1886 — Lisboa, 1972), foi um empresário e coleccionador de arte português.

## Biografia

### Infância e educação
Agostinho Fernandes nasceu em 2 de Outubro de 1886, na vila da Mexilhoeira Grande, numa família de origens modestas, sendo o seu pai um cavador de enxada. Começou a trabalhar ainda muito novo, tendo sido um autodidacta.

### Carreira
Alcançou uma elevada posição como empresário, ligado à indústria e às finanças, tendo sido um importante industrial no ramo das conservas e na pesca. Neste sentido, foi o fundador da empresa Algarve Exportador. A empresa teve um grande sucesso financeiro, possuindo unidades fabris em Lagos, Setúbal, Lisboa, Peniche, Nazaré e Matosinhos. Tinha várias marcas próprias que se tornaram muito famosas entre o público português, como as Nice, de conservas e atum e sardinhas, os chocolates Favorita, e as bolachas e biscoitos Confiança.

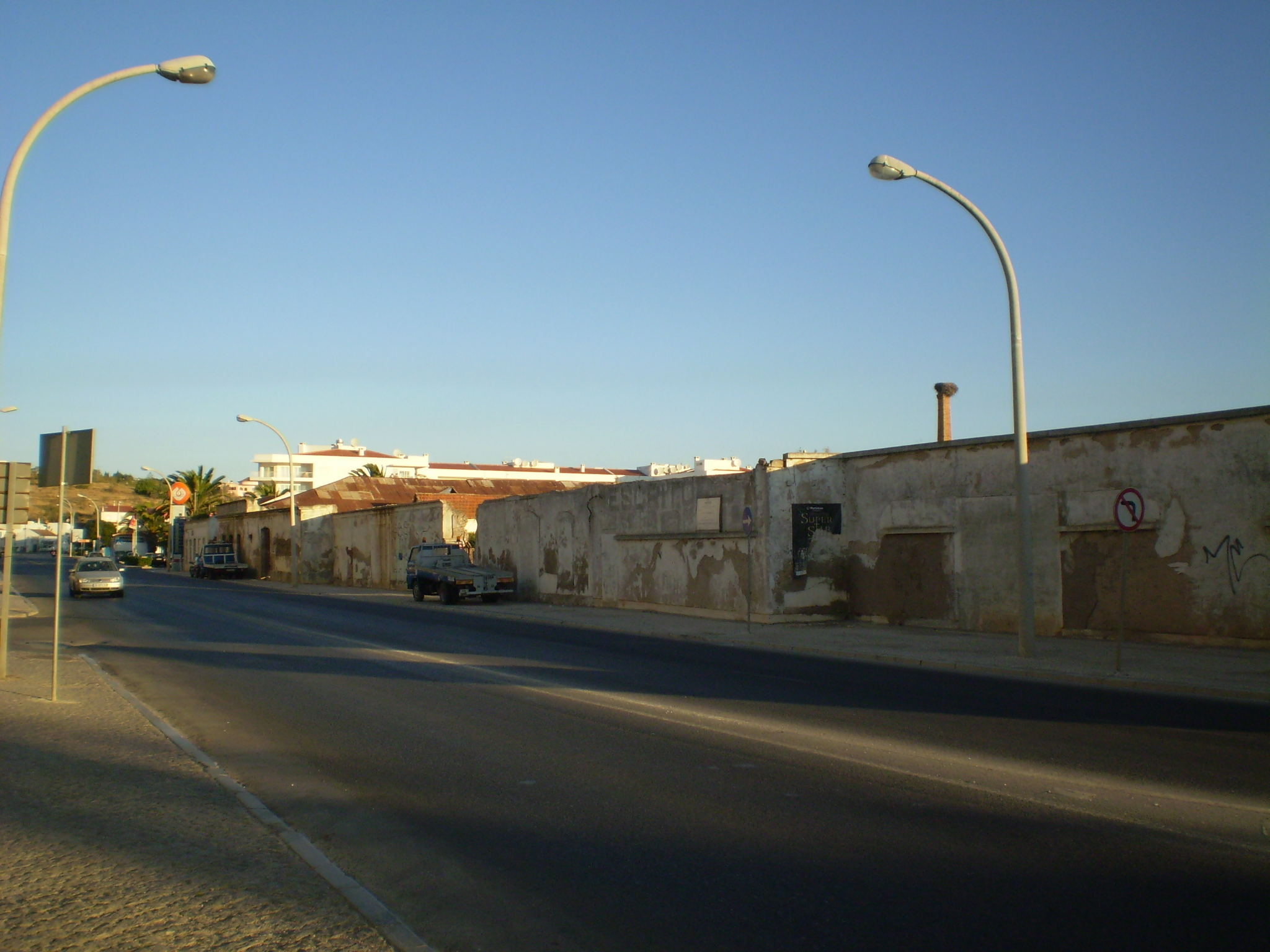
Vestígios da Fábrica de Conservas de peixe Algarve Exportador, em Lagos.

Agostinho Fernandes exerceu como presidente do Grémio dos Industriais de Conservas do Centro, e foi procurador na Câmara Corporativa.

### Falecimento e família
Faleceu em 1972, aos 86 anos de idade, na cidade de Lisboa, tendo sido enterrado no Cemitério do Alto de São João, em Lisboa. O jornal Correio do Sul publicou uma nota de pesar, onde destacou Agostinho Fernandes como «um industrial de grande envergadura, [...] um notabilíssimo e invulgar coleccionador de arte e editor, autêntico Mecenas a quem muitos escritores e artistas ficaram devendo a sua legítima projecção no mundo.».
Teve quatro filhos: Eurico Fernandes, Filipe Fernandes, Alice Fernandes e Helena Fernandes Ferry Borges, e foi avô do compositor Nuno Nazareth Fernandes e do editor Dinis Fernandes.

## Actividades culturais
Teve um importante papel como um patrocinador das artes, tendo-se destacado principalmente no impulso que deu às carreiras de vários artistas plásticos e escritores, como Almada Negreiros, Stuart Carvalhais,  Jorge Barradas e Jaime Cortesão. Ao longo da sua vida, reuniu um rico e importante conjunto de obras de pintura e de desenho, da autoria de artistas nacionais.
Como amigo e testamenteiro de José Malhoa, colaborou na fundação do museu dedicado a este artista, tendo, igualmente, cedido vários quadros.[carece de fontes?] José Malhoa pintou igualmente um retrato de Agostinho Fernandes.
Entre 1922 e 1923, editou a revista Contemporânea, que foi uma publicação de relevo na cultura nacional. Em 1942 funda a Portugália Editora, que se tornou numa das mais importantes casas deste ramo em território nacional. Como gerente da Portugália Editora, foi responsável pela edição de vários trabalhos de autores nacionais de renome, como as obras completas de Jaime Cortesão, Manuel Teixeira Gomes e José Régio.
Devido às suas boas relações com o Estado Novo, pôde visitar o exilado Manuel Teixeira Gomes, na Argélia, e publicar as suas obras na Portugália Editora. Também fundou a empresa cinematográfica Cinelândia, que posteriormente deu lugar à Rádio Televisão Portuguesa.

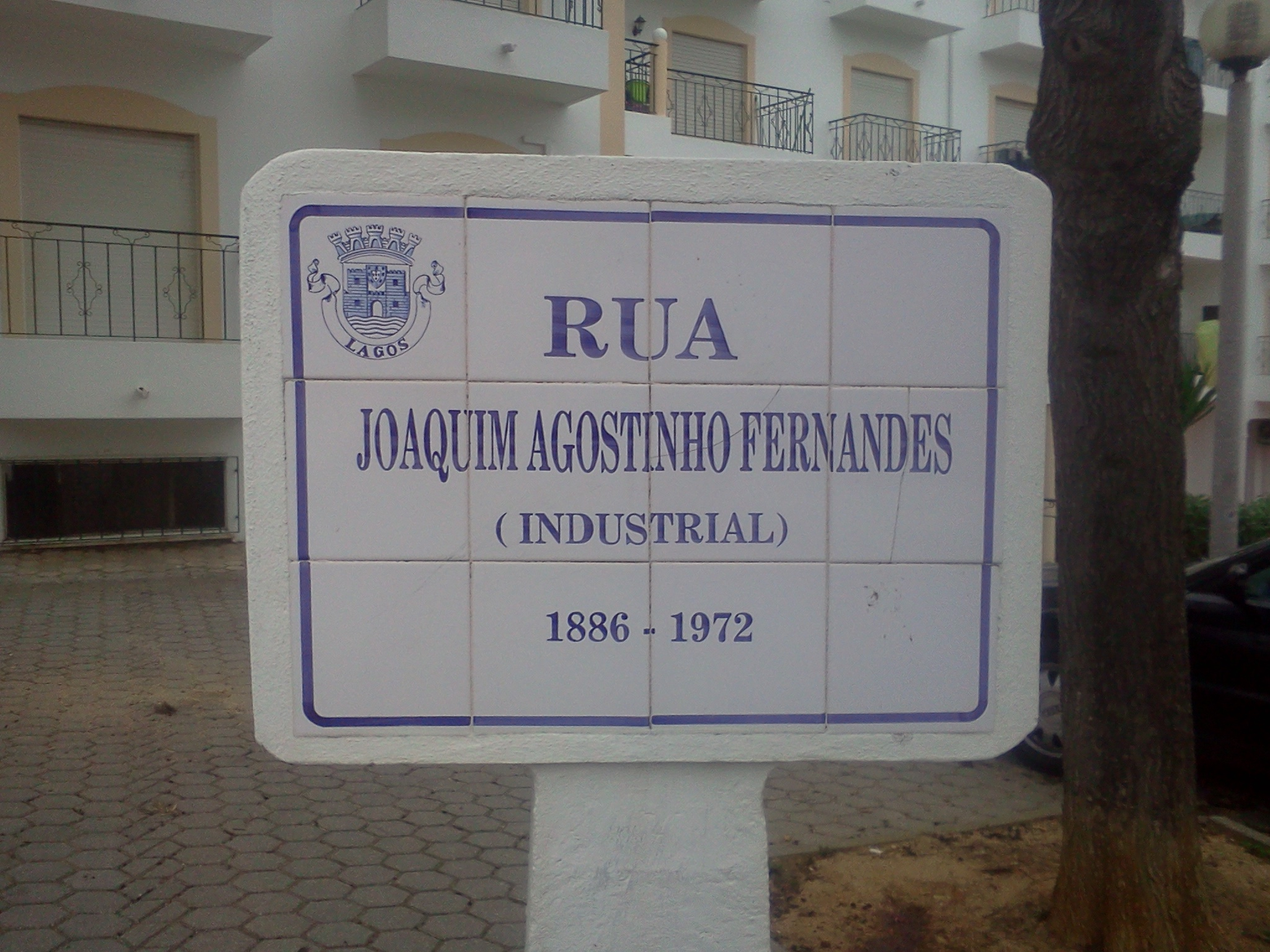
Placa toponímica da Rua Joaquim Agostinho Fernandes, na cidade de Lagos.

## Homenagens
Foi condecorado com o grau de cavaleiro da Ordem da Instrução Pública em 15 de Janeiro de 1945.
O nome de Agostinho Fernandes foi colocado em ruas nas localidades de Lagos, Portimão e Mexilhoeira Grande.

## ligações externas
- «Retrato de Agostinho Fernandes por Almada Negreiros, no sítio electrónico da Fundação Calouste Gulbenkian»